# Système d'écoles publiques du comté de Mobile
Le Système d'écoles publiques du comté de Mobile (Mobile County Public School System ou  MCPSS) est un district scolaire du comté de Mobile dans l'état américain d'Alabama. Le district a son siège au Mobile County Public Schools Central Office Campus, dans une zone non incorporée, près de Mobile,.

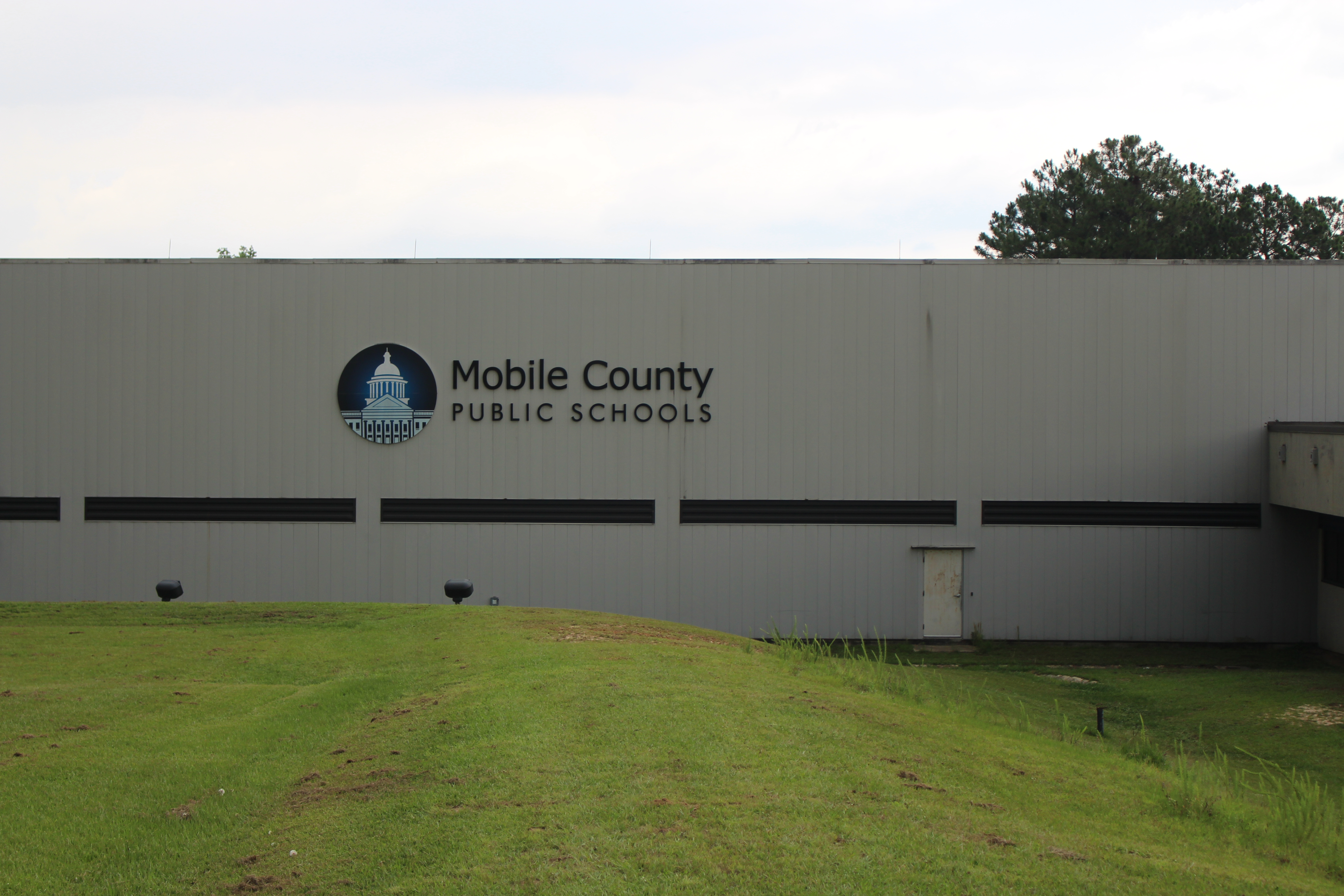

## Histoire
En 1991, le MCPSS était le plus grand district scolaire d'Alabama. Cette même année, le gouverneur de l'Alabama, Guy Hunt, annonça une réduction du budget de l'État pour l'éducation de 145 millions de dollars. Donc l'administration du MCPSS se prépara à une éventuelle fermeture.
En 2001, le directeur Harold W. Dodge proposa l'élimination de tous les programmes parascolaires.

## Écoles

### Lycées
- Baker High School
- Blount High School
- Alma Bryant High School
- Citronelle High School
- Davidson High School
- John L. LeFlore Magnet High School
- M. G. Montgomery High School
- Murphy High School
- B.C. Rain High School
- Satsuma High School
- Shaw High School
- Theodore High School
- Vigor High School
- Williamson High School